# Farmatodo
Farmatodo es una cadena de mercado mixto de farmacias y tiendas de conveniencias de Venezuela que tiene su sede en Caracas. Actualmente tiene sucursales en Colombia y Argentina.

## Historia
Farmatodo se fundó oficialmente en 1988, pero la idea nació en Carora antes de 1918 a manos del  caroreño, Rafael Zubillaga Perera y José Luis López Morandi, quien la fundó como una pequeña botiquería llamada Farmacia Lara. En 1918, Zubillaga Perera y López Morandi decidieron trasladarse hasta Barquisimeto para abrir una nueva sucursal de la misma y se encontraba ubicada entre la calle del Comercio entre Lara y Juárez. Luego en 1929, después del fallecimiento de Rafael Zubillaga Perera, el negocio queda a manos de su hijo y José Luis López Morandi, el caroreño, Teodoro Zubillaga Herrera quien cambiaría su nombre a Droguería Lara en 1955, hasta su fallecimiento en 1976.
Finalmente, en 1985, se establece una nueva idea de un autoservicio por uno de los hijos de Teodoro Zubillaga Herrera, el también caroreño, Rafael Teodoro Zubillaga Isaac, quien cambió nuevamente el nombre de la empresa al actual Farmatodo. La empresa ha pertenecido a la misma familia desde mucho antes de 1918. Tal familia es pariente materna y paterna del importante periodista Carora y  venezolano, miembro de la Academia Nacional de la Historia de Venezuela, Cecilio Zubillaga Perera, más conocido como  Chio Zubillaga.
En 1994 adquieren la red de tiendas de cosméticos Sarela. Farmatodo concentra el 13,7% del mercado farmacéutico de Venezuela lo que la hace la primera en ventas, pero no en número de locales, ya que es superada por Farmacias Saas. Sus principales competidores son Farmacias Saas, Locatel y Farmahorro. La empresa tiene unos 4.000 trabajadores.
En 2004 Farmatodo ofrece un servicio de 24 horas teniendo hoy en día más de 25 farmacias con este servicio. 
En 2015 cuenta con 167 sucursales a nivel nacional en 22 estados de Venezuela y más de 7000 empleados. Igualmente en marzo de 2015 la cadena Farmatodo lanzó a nivel nacional el servicio “¡Efectivo Ya!”, para el retiro de efectivo en los cajeros, sin embargo, el mecanismo fue suspendido por orden de la Superintendencia Bancaria de Venezuela (Sudeban). Diez meses más tarde, las autoridades reconsideraron la medida y la farmacia restableció la operación el 14 de julio.
En el año 2020 Farmatodo adquiere el grupo de Farmacias Ideal.
Desde noviembre del 2021, Farmatodo también está apoyando el Plan Nacional de Vacunación contra el Covid-19 en 24 farmacias del país, alcanzando más de 250 mil personas vacunadas. 
En el año 2021, Farmatodo tiene un total de 175 sucursales en Venezuela.
El 15 de septiembre de 2023, Farmatodo inaugura su tienda #183 en la avenida Moran con avenida Venezuela de la ciudad de Barquisimeto.
En diciembre de 2023, Farmatodo inauguró tres nuevas tiendas en la Isla de Margarita, específicamente en Pampatar, La Vela y Asunción. Estas aperturas se suman a las dos farmacias que ya existían en la isla, ubicadas en La Restinga y el Centro Comercial Sambil. Además de estas tres nuevas tiendas, Farmatodo también inauguró sucursales en Araure (estado Portuguesa) y Playa Grande (Maiquetía). La apertura de estas tres nuevas tiendas en Margarita generó 85 nuevos puestos de trabajo en la isla, según el director de relaciones corporativas William Paz Castillo.
el 15 de agosto de 2024, Farmatodo inaugura una tienda en la ciudad de Carora, siendo la ciudad donde vio nació la historia de la empresa, bautizándola como "Zubillaga Hermanos" y la tienda #193. su construcción comenzó el 6 de mayo de ese año.
A finales de 2024, Farmatodo contaba con un total aproximado de 195 sucursales en Territorio Venezolano. 
El 18 de enero de 2025, inauguraron la tienda más grande del occidente venezolano y la primera tienda denominada "Farmacia del Futura" en Maracaibo, estado Zulia, llamada La Vereda; esta nueva tienda viene con un nuevo concepto de innovación y novedades en las futuras tiendas de la empresa. Así pues, esta farmacia es el primer Serum Bar en maquillaje dentro del país, según Pedro Luis Angarita, presidente ejecutivo de Farmatodo.

### Farmatodo Colombia

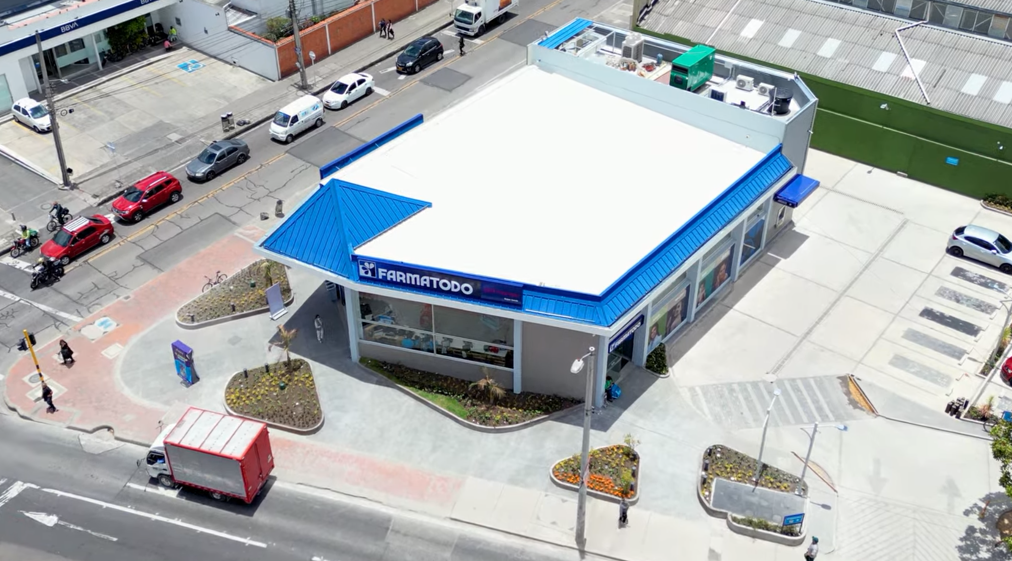
Tienda Farmatodo en la ciudad de Bogotá.

En el 2009 Farmatodo incursiona en Colombia, realizando la compra de la cadena de farmacias Farmacity, con 15 sucursales en la capital de este país. Se espera que ese número aumente a 50 tiendas en toda Colombia en el año 2012, actualmente cuenta con 48 establecimientos en toda la capital colombiana y 123 en toda Colombia.

### Farmatodo Argentina
Farmatodo llegó a Argentina en 2020 bajo el nombre de Farma Olsina en el municipio del Pilar, provincia de Buenos Aires.
La expansión en la Argentina se ha visto retrasada por problemas políticos.
En 2021 Farmatodo abrió las puertas de una nueva farmacia bajo el nombre de farmacia Cecilia Soria.
La Farmacia Cecilia Soria se ubica en la ruta 8, entre Juan Pedernera y Las Madreselvas. El punto de venta, que ronda los 500 metros cuadrados, apunta al formato del autoservicio con una fuerte impronta en las categorías de cuidado de la piel y cosmética.